# Francesco Beccio
Francesco Beccio, latinizzato come Franciscus Becius (Occimiano, febbraio 1519 – Casale Monferrato, 1593 circa), è stato un giurista, politico e diplomatico italiano del XVI secolo. Oltre che autore di varie opere giuridiche fu poeta.

## Biografia
Nacque nel 1519 a Occimiano in Piemonte da un'antica famiglia del Monferrato fedele alla dinastia dei Paleologi e che aveva ricevuto vari incarichi politici. Il padre Giovanni Antonio Beccio morì quando Francesco era tredicenne. Dopo essersi laureato in legge entrò al servizio della marchesa Margherita Paleologa, reggente del Monferrato, che gli affidò vari incarichi e missioni diplomatiche: podestà di Vercelli nel 1552, vicario di Casale nel 1554, inviato dei Gonzaga a Parigi nel 1559 per trattare la Pace di Cateau-Cambrésis. A Casale fece inoltre da paciere, favorendo la riconciliazione delle due opposte fazioni che sostenevano l'una Emanuele Filiberto di Savoia e l'altra la famiglia Gonzaga e che spaccavano la cittadinanza.
Nel 1566, con la morte di Margherita, entrò a servizio del figlio Guglielmo Gonzaga e fu fatto senatore di Casale. Svolse un'ulteriore missione diplomatica presso Emanuele Filiberto di Savoia nel 1570. Ma nel 1579 cadde in disgrazia: accusato di tradimento, venne incarcerato e torturato, uscendo di prigione solo due anni dopo, nel 1581, grazie all'interessamento del cardinale Federico Borromeo e dell'imperatrice Maria di Spagna. Trasferitosi a Milano, poté fare ritorno a Casale solo nel 1587 alla morte del duca Guglielmo, venendo reintegrato dal suo successore Vincenzo I.
Si dedicò anche alla poesia, come membro dell'Accademia degli Illustrati di Casale.
Dalla moglie Caterina Ponzia (morta a Milano nel 1586) ebbe il figlio Flaminio, anch'egli poeta. Morì a Casale intorno al 1593.

## Opere
- (LA) Consilia, vol. 1, Venezia, 1575.
- (LA) Consilia, vol. 2, Venezia, Giovanni Guerigli, & Giovanni Antonio Finati, 1610.